# Дасанеч
Дасанеч (самоназвание; другие названия: гэлеба, гэлюба, мариле) — народ Эфиопии, проживающий на юго-западе страны в долине реки Омо, и являющийся коренным населением этого района. Говорят на языке дасанеч, который относится к кушитской языковой группе. По данным на конец 1990-х годов, численность народа дасанеч составляла 30 тыс. человек.

## Этнический состав
В состав народа дасанеч входят различные группы, имеющие иное этническое происхождение, например, арборе, нкалабонг, оромо, рендиле, иньягатом и масаисамбуру. Кроме того, в настоящий момент происходит постепенная ассимиляция дасанеч группы туркана, общей численностью ок. 1 тыс. человек, которые проживают на территории, исторически населяемой дасанеч.

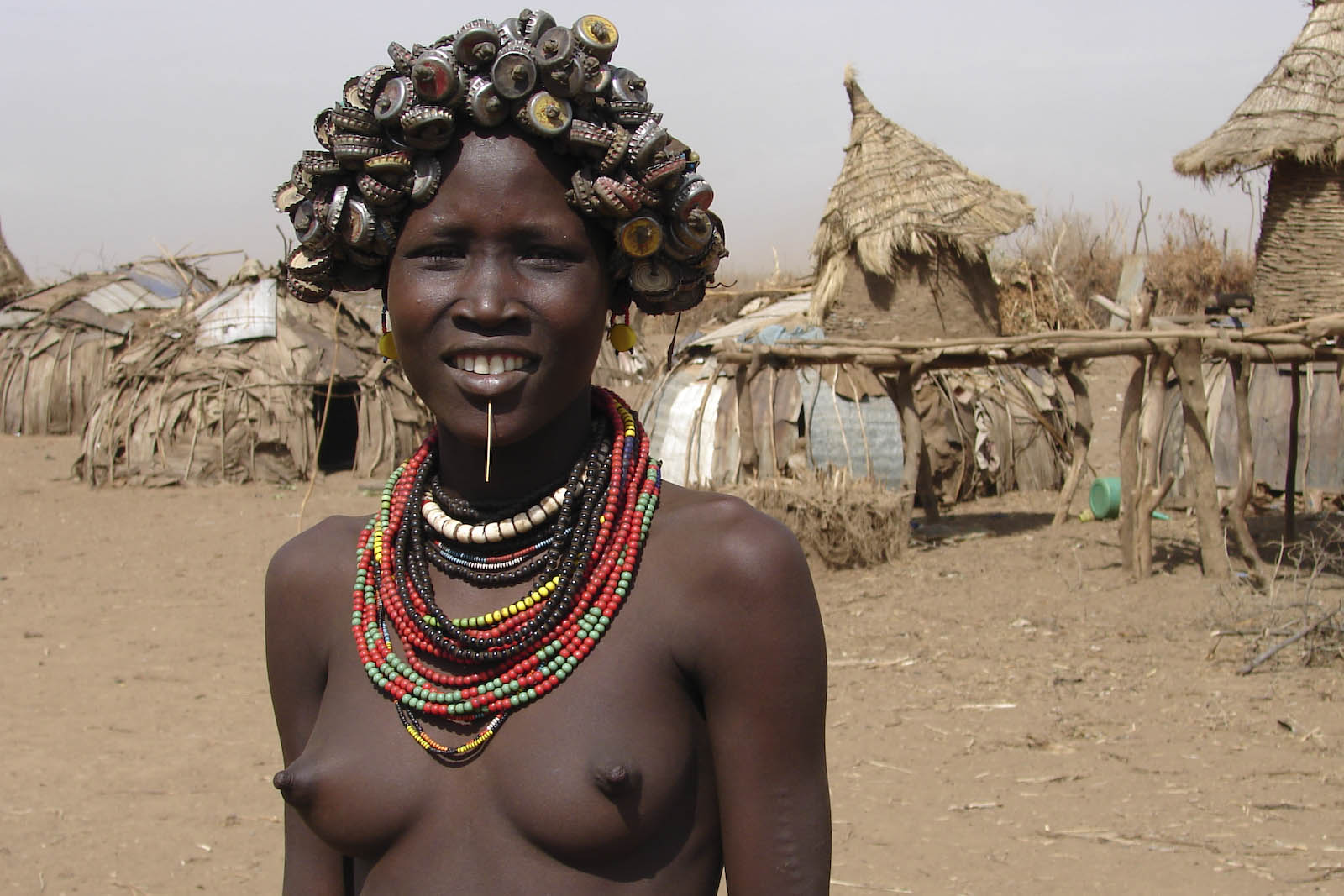
Представительница дасанеч

Дасанеч в целом можно разделить на 4 подгруппы:
- левобережные (территория к востоку от реки Омо)
- правобережные
- саванные
- прибрежные

Дасанеч были включены в состав Эфиопии в 1897—1903 г.г.

## Религия
Придерживаются традиционных верований.

## Традиционные занятия
Традиционно дасанеч занимаются отгонным скотоводством и земледелием. Скотоводство преимущественно молочное, разводят крупный рогатый скот породы местного происхождения, овец, коз, а также ослов и верблюдов (разведение последних не имеет широкого распространения). Скот является постоянным спутником жизни человека из племени дасанеч, являясь одним из главных условий, необходимых для ведения хозяйственной экономической деятельности и обеспечения жизни, поэтому между людьми и животными существует особая прочная связь, которая находила своё выражение в самых различных вещах, например, иногда имя быка или коровы присоединялось к имени человека . Скотоводство — занятие в основном богатых слоёв населения. Бедные же слои населения занимаются ручным земледелием. Основные выращиваемые агрикультуры: просо, бобы, тыквенные, маис и табак. Существует также ряд занятий, пользующихся наименьшим признанием и авторитетом среди общества: рыболовство, охота и собирательство.

## Социальная структура
Главной формой социальной организации дасанеч являются патрилинейные родоплеменные группы, которых в общей сложности насчитывается 8. Самой крупной родоплеменной группой является инкабела. Родоплеменные группы делятся на роды и подроды. Большое значение имеют половозрастные группы. Существует обычай побратимства.

### Брак
При рождении каждый мальчик получает от своего отца несколько голов крупного рогатого скота, коров, которые становятся основой его будущего собственного стада. Будучи ещё неженатым, молодой человек принимает определённое участие в экономической деятельности общины, в частности, он оказывает некоторую помощь в уходе за поголовьем скота общины, однако общий контроль над стадом осуществляется главой общины. Мужчины обычно женятся относительно поздно, в возрасте около тридцати лет, и поэтому долго остаются зависимыми от старших членов семьи. После женитьбы мужчина получает причитающихся ему животных и основывает своё собственное хозяйство, зачастую неподалёку от места расположения хозяйства его отца. Молодые мужчины и девушки обычно не подвергаются сильному давлению со стороны представителей старшего поколения при выборе супругов, однако отцы всё же предпочитают выдавать своих дочерей замуж за уже взрослого мужчину, иногда в качестве второй или третьей жены. В случае, если отца уже нет в живых и поиском потенциального мужа для девушки занимаются её братья, они предпочитают видеть в качестве её супруга человека молодого, который ещё только начинает обустраивать своё хозяйство и с которым легче и удобнее входить во взаимовыгодные экономические отношения, основанные на крепких семейных связях. При этом существуют некоторые отличия в тех требованиях, которые предъявляются к мужчине, который женится в первый раз, и к мужчине, берущим уже вторую или третью жену. Так, молодой человек, впервые вступающий в брак, не обязан сразу же предоставлять в качестве калыма какое-то количество коров, в то время как уже взрослый мужчина обязан сразу же предоставить в качестве калыма достаточно большое количество животных .

## Быт

### Жилище
Традиционным жилищем дасанеч является переносной шатёр полусферической формы: деревянный каркас покрывают шкурами зверей и циновками. Особенностью традиционного жилища прибрежных дасанеч является то, что вместо шкур и циновок для покрытия каркаса используется трава.

### Одежда
Одежда традиционно представляет собой шкуры, которые оборачиваются вокруг тела, оставляя открытой грудь. Мужчины иногда используют вместо шкур куски ткани. Кроме того существует определённый набор аксессуаров, которые призваны продемонстрировать, к какой возрастной и социальной группе относится мужчина. Так, например, мужчины, которые уже обзавелись собственным хозяйством, и таким образом достигли определённого социального статуса, перестают носить специальный декоративный пояс на груди и плечах, который был призван привлечь внимание молодых девушек .

### Пища

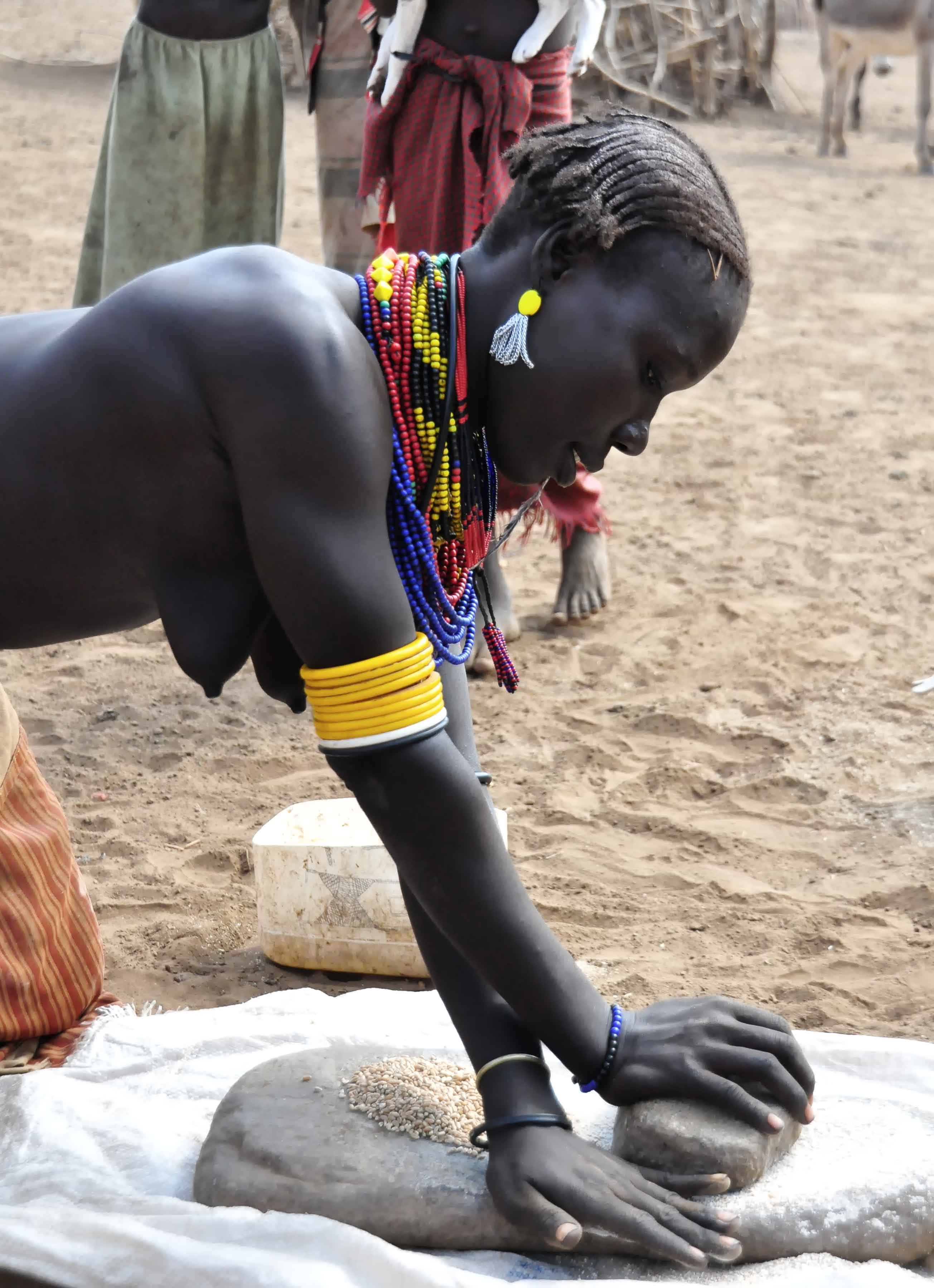
Женщина дасанеч размалывает сорго

В пищу в основном используются продукты растительного происхождения, а также некоторые молочные продукты. Зачастую основой рациона питания являются каши. Иногда могут употреблять в пищу варёное мясо.